# Успенье (Московская область)
Успенье — деревня в Волоколамском районе Московской области России.
Относится к Теряевскому сельскому поселению, до муниципальной реформы 2006 года относилась к Шестаковскому сельскому округу. Население — 14 чел. (2010).

## География
Деревня Успенье расположена примерно в 21 км к северо-востоку от центра города Волоколамска. В деревне две улицы — Дачная и Успенская. Ближайшие населённые пункты — деревни Танково, Еремеево и село Шестаково.

## Население
| 1852 | 1859 | 1890 | 1899 | 1926 | 2002 |
| ---- | ---- | ---- | ---- | ---- | ---- |
| 157  | ↗185 | ↘168 | ↗171 | ↘153 | ↘14  |
| 2006 | 2010 |      |      |      |      |
| ↗18  | ↘14  |      |      |      |      |

## История
В долговой книге 1532 года упоминается как село Успенское, а в сотной грамоте 1569 года указано, что в селе находится храм Успения Пречистыя. На плане Генерального межевания 1784 года и топографической карте 1860 года — деревня Успенская.
В «Списке населённых мест» 1862 года Успенье — владельческая деревня 1-го стана Клинского уезда Московской губернии по левую сторону Волоколамского тракта, в 36 верстах от уездного города, при колодцах, с 27 дворами и 185 жителями (81 мужчина, 104 женщины).
По данным на 1890 год входила в состав Калеевской волости Клинского уезда, число душ составляло 168 человек.
В 1913 году — 30 дворов и 2 кожевенных завода.
В 1917 году Калеевская волость была передана в Волоколамский уезд.
По материалам Всесоюзной переписи населения 1926 года — центр Успенского сельсовета Калеевской волости Волоколамского уезда, проживало 153 жителя (62 мужчины, 91 женщина), насчитывалось 33 крестьянских хозяйства.
С 1929 года — населённый пункт в составе Волоколамского района Московской области.